# アシカキ
アシカキ Leersia japonica (Honda) Makino ex Honda はイネ科の植物の1つ。水辺に生え、時に水面に茎を伸ばして群落を作る。茎にざらつきが強く、引っ掻き傷ができるほどである。水田雑草としても知られる。

## 特徴
茎が横に伸びる多年生の草本。根茎は短く、そこから出る茎は長く水中を這って、その先で立ち上がり、その高さは50～60cmになることがある。茎は長い匍匐茎として伸び、多数の枝を出す。茎の節の部分には下向けの剛毛が密生し、それ以外にも葉鞘に小さいが硬い刺状の毛があり、草全体がとても強くざらつく。葉身は長さが5～15cm、幅が4～8mm、毛はなく、葉舌は膜質で高さ2～2.4mm。葉身は明るい緑色をしており、葉質は薄いがむしろ硬い。茎の上部では葉身より鞘が長い。
花期は8～10月。茎の先端から伸びる円錐花序は直立し、その長さは5-10cmくらいが普通で、節毎に1本の横枝が出て、花序全体では数本から10本ほどの枝が出る。枝の分岐点には白く柔らかな毛がある。横枝にはその基部近くから先端まで、合わせて8～15個ほどの小穂がつく。小穂は左右から扁平で、長さは4.5～6mm、幅は1.5～1.7mmで花序の横枝に張り付くような形で付いている。小穂は1個の小花のみからなり、包頴は退化消失していて護頴と内頴のみから構成されている。これらは脈に沿っている部分が多少緑色をしているほかはほぼ白色となっており、時として一部が紅紫色に染まっている。護頴と内頴はほぼ同じ長さで護頴には脈が5本、内頴には3本走っており、どちらも中央脈の部分で2つ折れになっていて中央脈が竜骨となり、この竜骨の上面に白い剛毛が生えている。雄しべは6本あり、葯の長さは3mm程度。なお、水田に発生した場合、畦や水路では穂を出すが水田内では出さないことが多い。
和名はこの植物の全体が強くざらつき、裸足で触れると足に引っ掻き傷ができる、ということによるという。

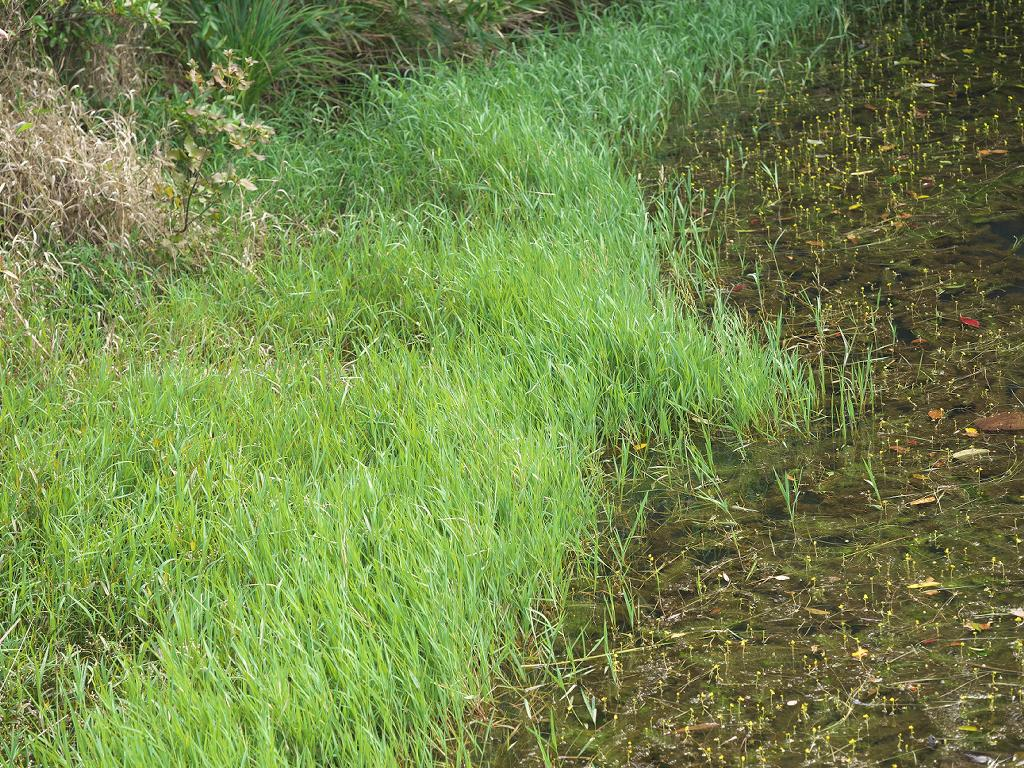
水面に広がる群落
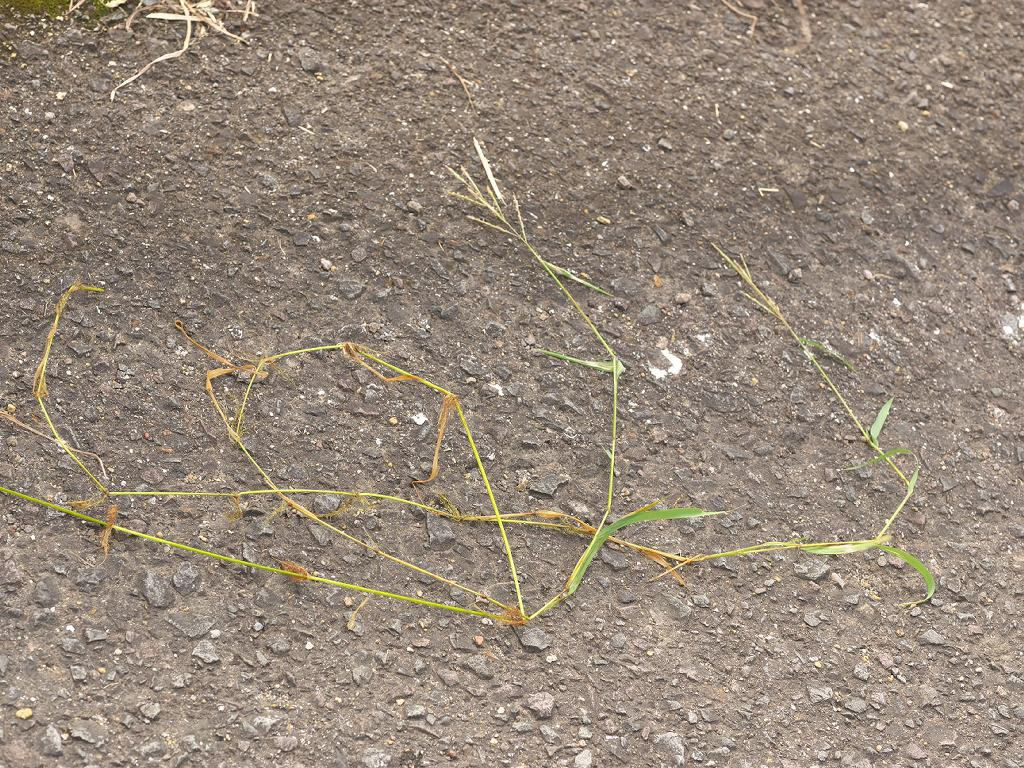
茎を取りだしたもの
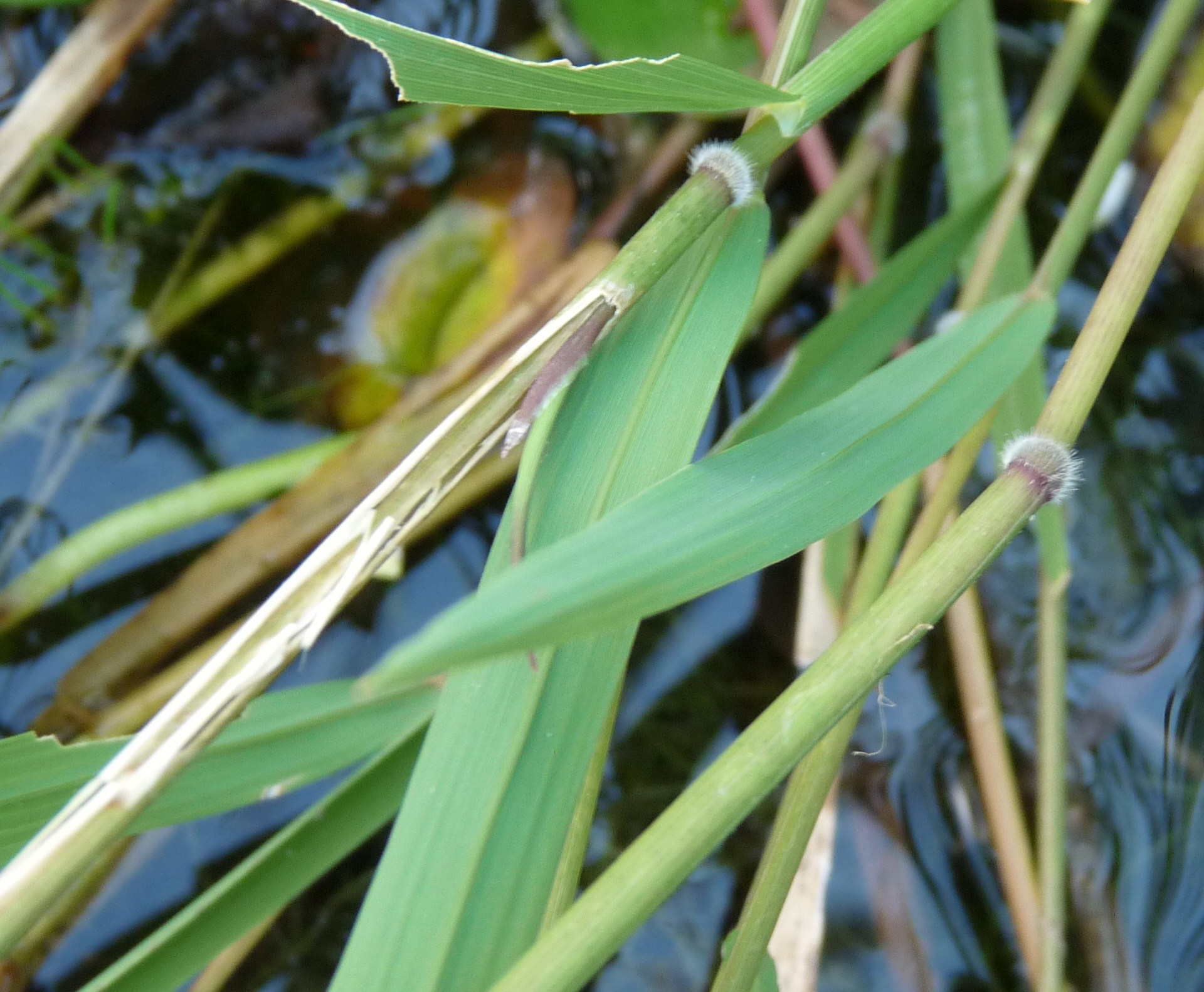
茎の節の部分
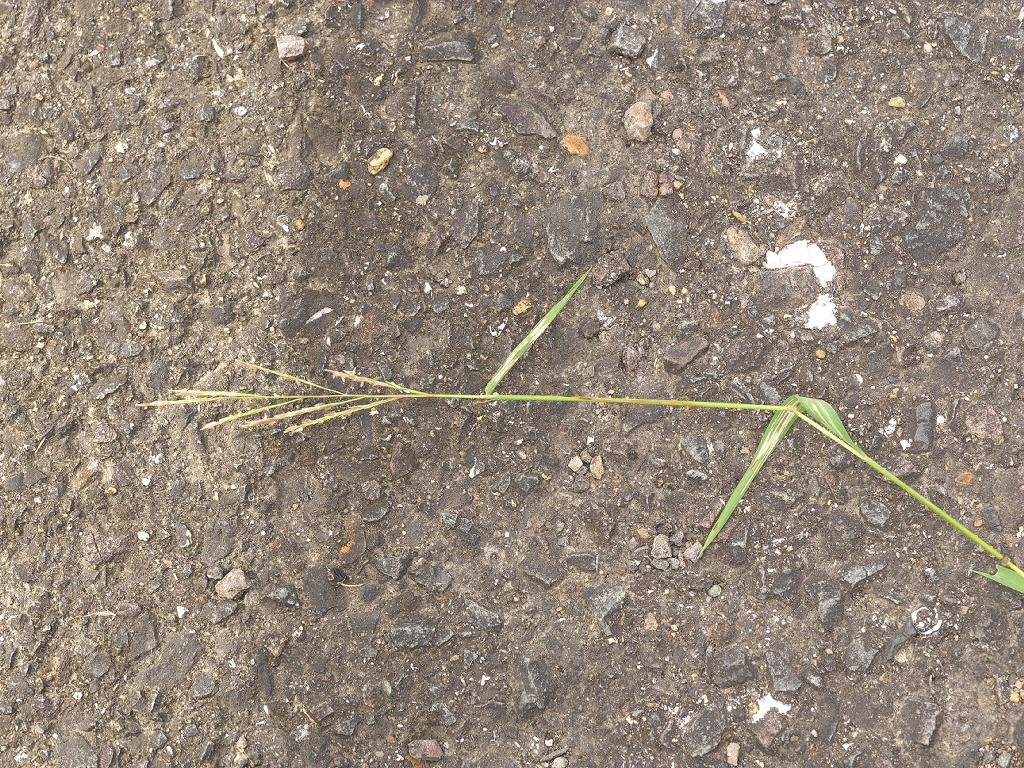
花序の着いた枝
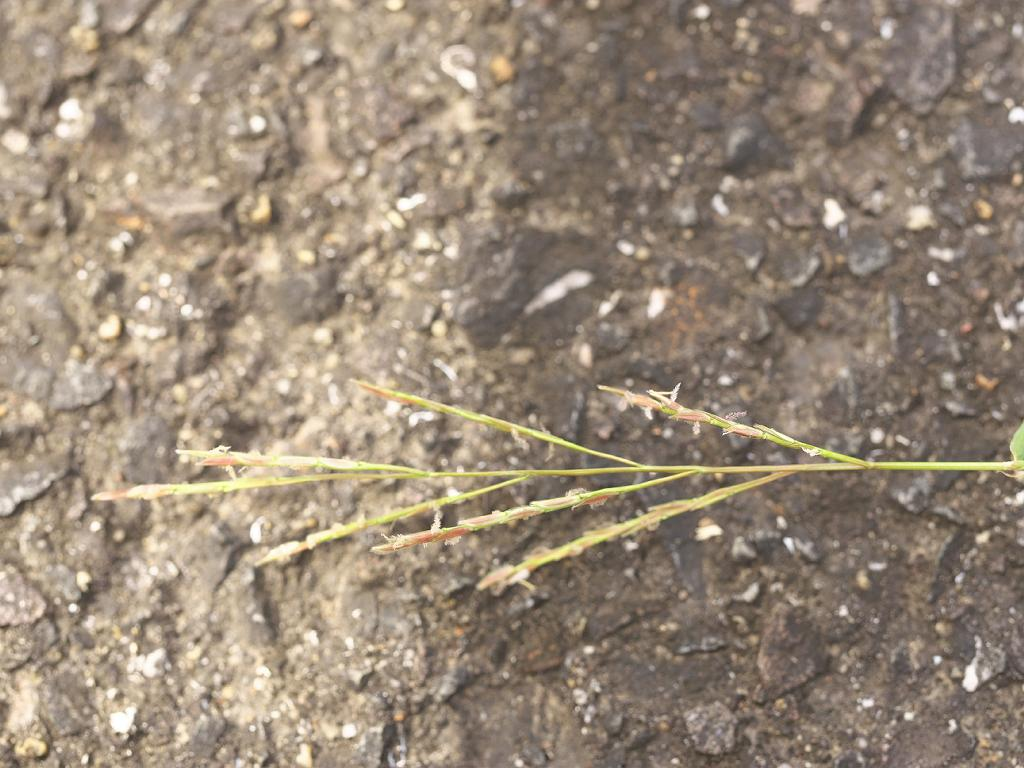
花序
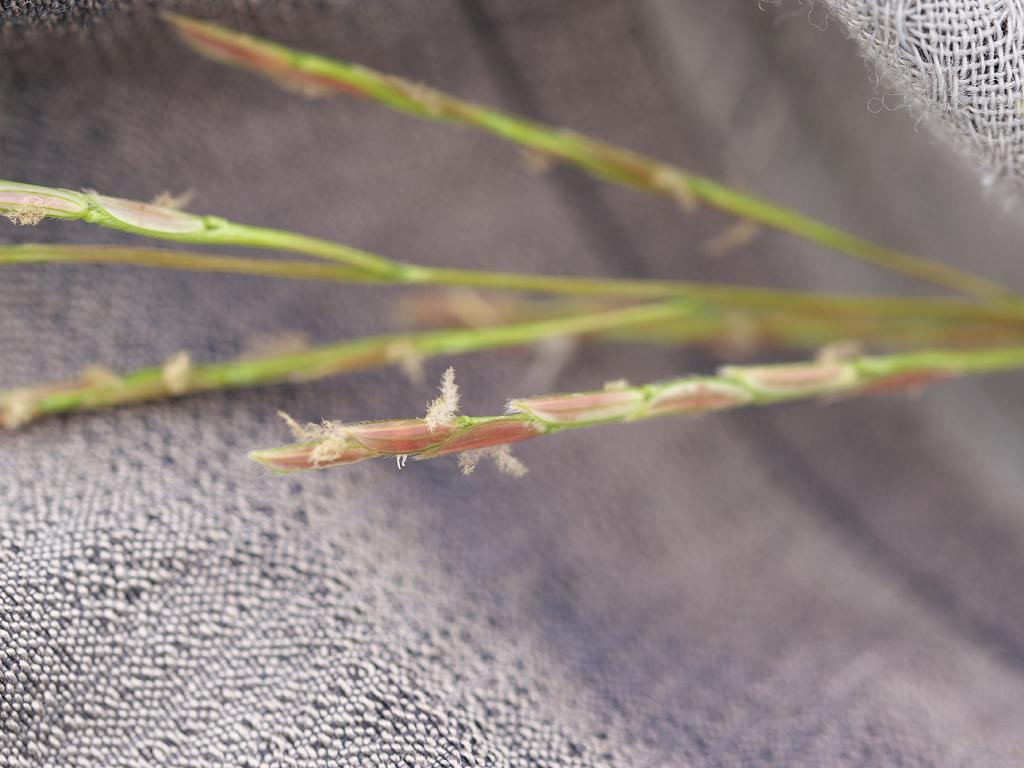
花序枝
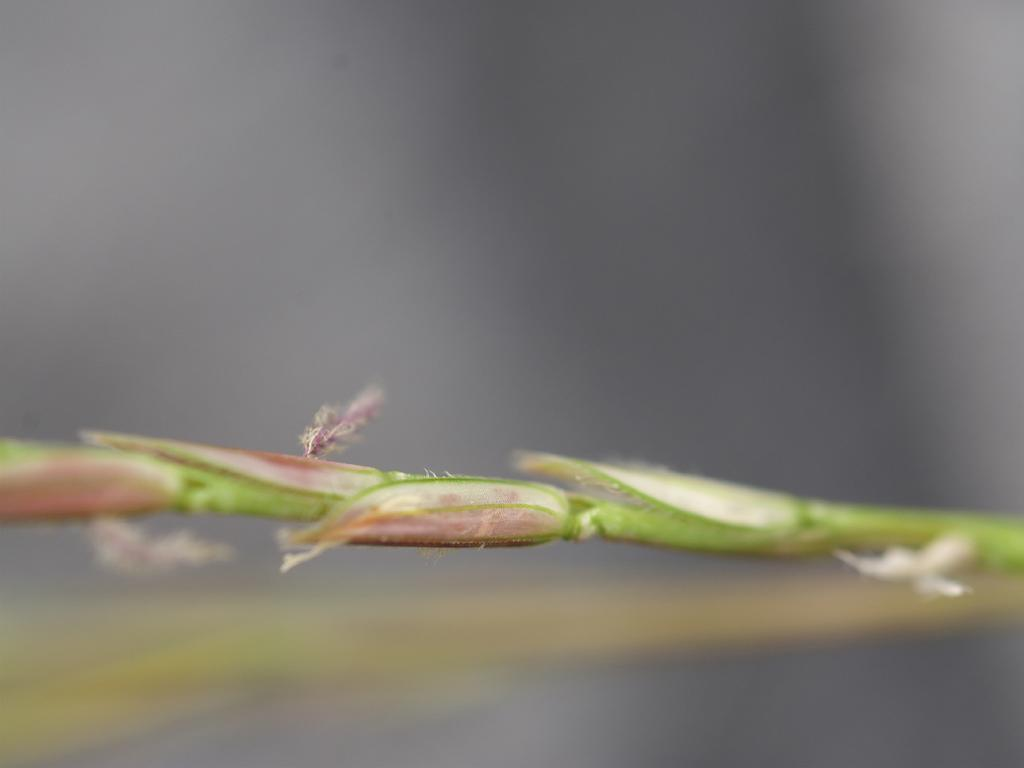
小穂

## 分布と生育環境
日本では本州から琉球に分布し、国外では中国、朝鮮半島から知られる。ただし琉球列島では見られるのはごく限定的で、後述の同属の別種であるタイワンアシカキがより普通である。
水湿地や古い水田などに生える。水中または水辺に生える。かつては水田でもよく見られた。湖沼やため池、水路、水田などで匍匐茎は水面を這うように伸び広がり、水の上に浮く群落を形成する。

## 分類、類似種など
本種の属するサヤヌカグサ属は世界に18種があり、日本には4種知られている。そのうちでサヤヌカグサ L. sayanuka とエゾノサヤヌカグサ L. oryzoides は花序の横枝の基部側に小穂がつかない範囲があり、また雄しべが3本であることで区別できる。またこれらの種は湿地性ではあるが水面に這い出ることはほぼなく、また花序の横枝は細くてややしだれる。
本種とよく似ているのはタイワンアシカキ L. hexandra で、本種と同様に小穂の横枝には基部から小穂がつき、水面に這い出て群落を作る。違いとしては本種より花序の横枝が細くて開き気味に出ること、小穂の長さがより短い(3～4mm)、護頴の側脈にまばらに刺状の突起があること(本種では無毛)などが挙げられる。この種は日本では南西諸島に見られ、記録上は分布が本種と重複するが、南西諸島ではこの種の方が遙かに普通である。

## 保護の状況
環境省のレッドデータブックでは指定がないが、各都府県では東京都と沖縄県で絶滅危惧I類、鹿児島県で絶滅危惧II類、長野県、京都府、高知県で準絶滅危惧の指定がある。東京都ではかつては全域の水田で見られたものであり、減少の原因としては小河川や水路などの生育環境の改変と共に除草剤の影響が大きいことが指摘されている。京都では元々産地が多くなかった中での生育環境の改変と共に、見かけが目立たないために希少種と意識されずに開発の犠牲となりがちであることも指摘されている。

## 利害
水田雑草として知られている。匍匐するイネ科雑草の代表的な種とされる。畦等から発生して水田内に茎を伸ばし、マット状に広がる。茎の一部からも発生するので取り除く際に茎の一部が残ると再び発生する。代掻き時に土中埋め込まれると茎から再発生することはごく少なくなる。通常の除草剤は効きにくく、イネの作付け中に使える有効な除草剤は少ない。またイネ白葉枯病の病原細菌が本種の根茎で越冬することが知られている。